# بيتروس جوهان دو توا
بيتروس جوهان دو توا(بالإنجليزية: Petrus Johann du Toit)‏ (مولود 16 مارس 1888 - 13 نوفمبر 1967) كان عالمًا بيطريًا جنوب أفريقيًا معروفًا وخليفة أرنولد ثايلر في إدارة المصالح البيطرية في أونديرستبوورت بين عامي 1927 و1948.